# Casamiento a la moda II
El Tête à Tête o Poco después de la boda (en inglés, The Tête à Tête) es un lienzo perteneciente al ciclo de Casamiento a la moda, del pintor británico William Hogarth. Está realizado en óleo sobre lienzo. Mide 69,9 cm de alto y 90,8 cm de ancho. Fue pintado en 1743, encontrándose actualmente en la National Gallery, de Londres (Reino Unido). 
Hogarth fue especialmente conocido por sus ciclos narrativos sobre costumbres de la época, uno de los cuales era Casamiendo a la moda (Marriage à-la-mode), al que pertenece este lienzo. Este cuadro es el que tiene menos personajes presentes, sólo cuatro:
- El Vizconde — sentado, a la derecha, descansando tras una noche de juerga.
- La Condesa — sentada, al otro lado de la mesilla, respecto a su esposo. Está desperezándose después de una noche jugando a las cartas
- El sirviente metodista — marchándose. Es un mayordomo harto del desorden en la casa y de las deudas, por eso lleva bajo el brazo y en la mano cuentas y facturas sin pagar.
- El otro sirviente — en la otra habitación

Aunque los detalles no están siempre establecidos (la hora del día es una de las cuestiones más discutidas de toda la serie), la implicación principal está clara: los dos están totalmente desinteresados el uno en el otro, y el matrimonio y el hogar están rápidamente decayendo.